# Harburgo (Baviera)
Harburgo (em alemão: Harburg) é uma cidade da Alemanha, localizado no distrito de Donau-Ries, no estado de Baviera.

## Património
- Casas de vigas vistas
- Ponte de pedra sobre o rio Wörnitz
- Antiga sinagoga
- Cemitério judeu